# Sân bay Ngạc Nhĩ Đa Tư
Sân bay Ngạc Nhĩ Đa Tư nằm ở Ngạc Nhĩ Đa Tư, Nội Mông Cổ, Trung Quốc (IATA: DSN, ICAO: ZBDS). Sân bay được mở cửa vào ngày 26 tháng 7 năm 2007.

## Các hãng hàng không hoạt động và điểm đến
| Hãng hàng không         | Các điểm đến |
| ----------------------- | --- |
| Air China               | Bắc Kinh-Thủ đô |
| China Eastern Airlines  | Changchun, Dalian, Quảng Châu, Guiyang, Hangzhou, Harbin, Jinan, Kunming, Lanzhou, Thanh Đảo, Thượng Hải-Hồng Kiều, Wuhan, Wuxi, Tây An Seasonal: Irkutsk, Nanchang |
| China Express Airlines  | Chongqing, Hohhot, Tongliao, Ulanhot |
| China Southern Airlines | Bắc Kinh-Thủ đô, Quảng Châu, Shenzhen, Zhengzhou |
| China United Airlines   | Beijing–Daxing, Changsha, Chengdu, Nanjing, Shijiazhuang |
| Hebei Airlines          | Hengyang, Jining, Xiamen |
| Joy Air                 | Taiyuan, Wuhai, Yinchuan |
| Lanmei Airlines         | Siem Reap |
| Shanghai Airlines       | Handan, Thượng Hải-Hồng Kiều, Shanghai–Pudong, Wenzhou, Zhengzhou                                                                                                   |
| Sichuan Airlines        | Chengdu, Nanchang, Nanning, Shenyang |
| Tianjin Airlines        | Tianjin |
| Ural Airlines           | Bangkok–Suvarnabhumi, Moscow–Domodedovo |
| VietJet Air             | Nha Trang |
| Vietnam Airlines        | Nha Trang (từ 23/11/2019) |